# セレクチン
セレクチン（英: selectin）またはCD62は、細胞接着分子のファミリーである。セレクチンは糖部分に結合するため、糖鎖に結合する細胞接着タンパク質、レクチンである。すべてのセレクチンは1回膜貫通糖タンパク質であり、関連するN末端領域とカルシウム依存性の結合というC型レクチンに共通した性質を持つ。

## 構造
セレクチンファミリーの3つの既知のメンバー（E-、L-、P-セレクチン）は全て共通したカセット構造を持ち、N末端ドメイン、カルシウム依存性レクチンドメイン、EGF様ドメイン、さまざまな数のコンセンサスリピートユニット（E-、L-、P-セレクチンにそれぞれ6、２、9個ずつ存在する）、膜貫通ドメイン、細胞内の細胞質テールから構成される。膜貫通領域と細胞質部分はセレクチンの間で保存されておらず、それぞれ異なる区画への標的化を担う。セレクチンは共通したエレメントを持つが、それらの組織分布や結合速度論は大きく異なり、さまざまな病理過程における多様化した役割を反映している。

## タイプ
セレクチンには3つのタイプが存在する。 

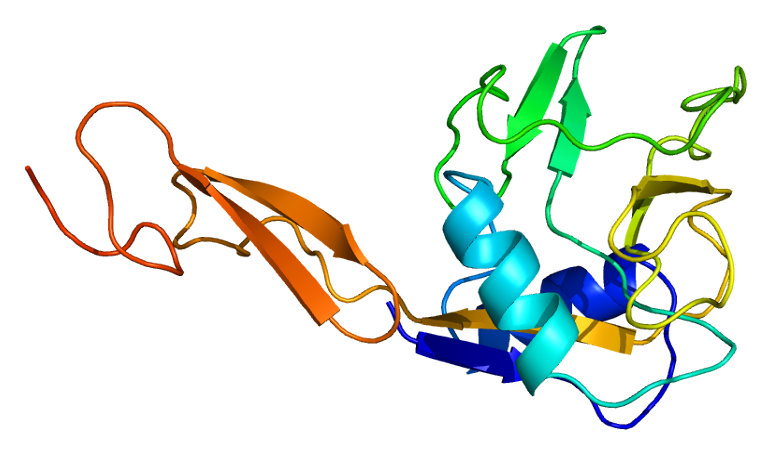
E-セレクチン（内皮細胞で発現）
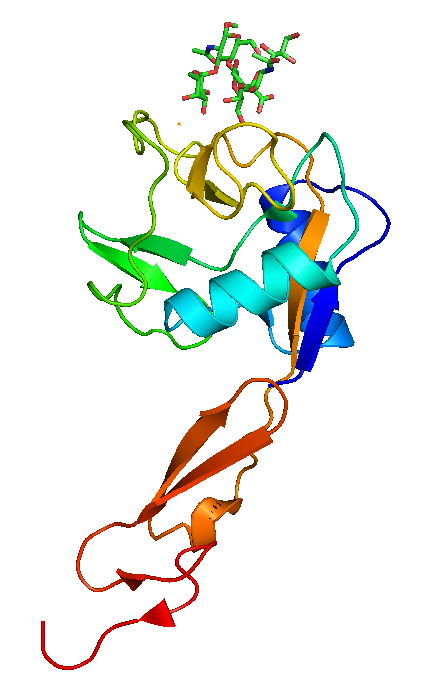
L-セレクチン（白血球で発現）
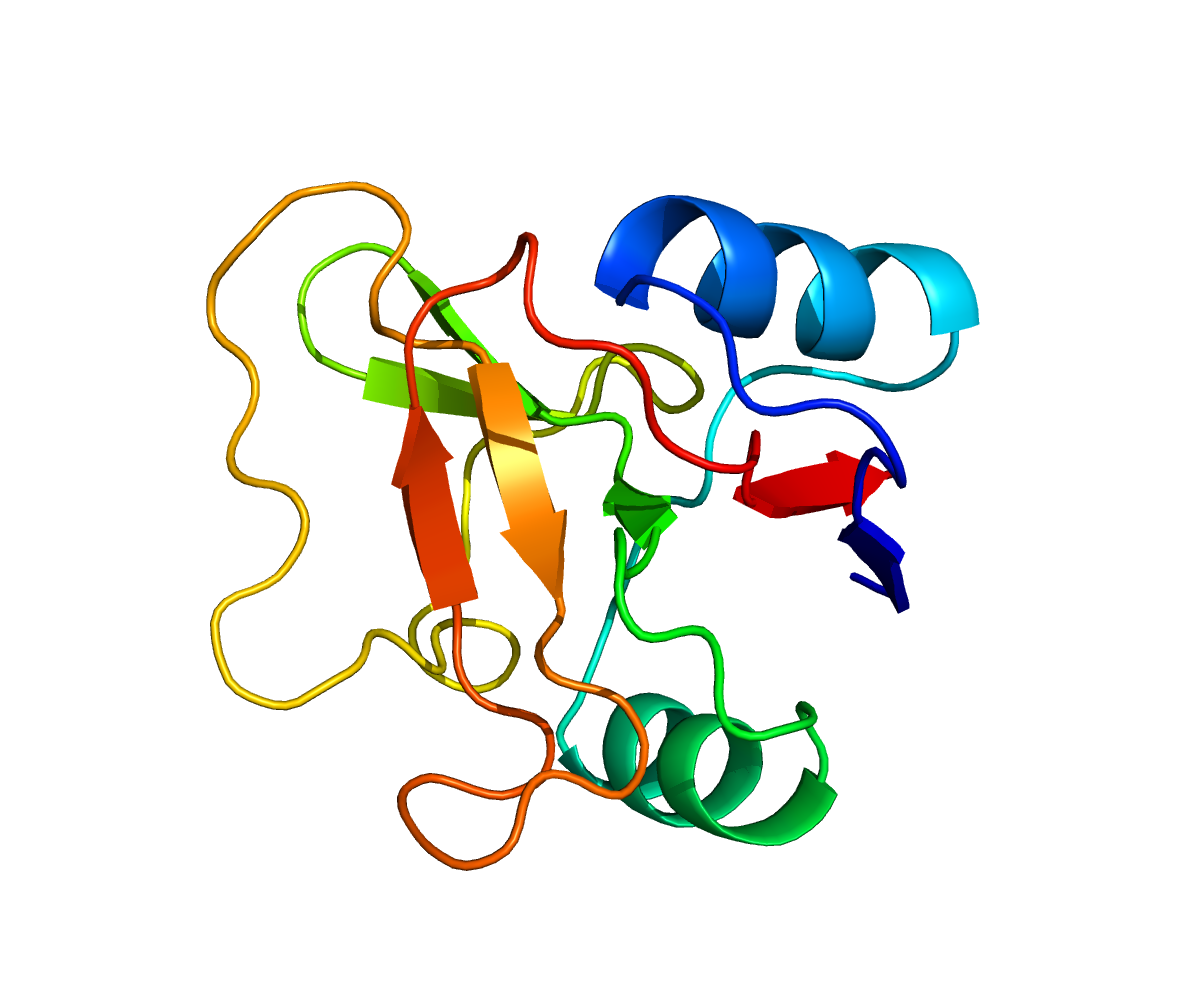
P-セレクチン（血小板と内皮細胞で発現）

L-セレクチンは血管系のセレクチンで最も小さく、すべての顆粒球、単球と大部分のリンパ球で発現しており、白血球の大部分に存在する。P-セレクチンは最も大きなセレクチンで、血小板のα顆粒と内皮細胞のWeibel–Palade小体に貯蔵されており、活性化された内皮細胞と血小板で細胞表面に移行する。E-セレクチンは皮膚の微小血管を除いて基底状態では発現していないが、炎症性サイトカインによって迅速に誘導される。
これらの3つのタイプは（膜貫通ドメインと細胞質ドメインを除いて）相同性がみられ、種間でも保存されている。相同性の解析からは、糖を結合するレクチンドメインが最も高度に保存されていることが明らかにされており、3つのセレクチンは類似した糖構造に結合することが示唆される。細胞質ドメインと膜貫通ドメインは種間で高度に保存されているが、セレクチンのタイプ間での保存性はみられない。これらの部分はそれぞれ異なる区画への標的化を担い、P-セレクチンは分泌顆粒へ、E-セレクチンは細胞膜へ、L-セレクチンは白血球のmicrofoldの先端へそれぞれ標的化される。

## 語源
セレクチンという名称は炭水化物部分に選択的に結合することに由来する。

## 機能
セレクチンは恒常的なリンパ球ホーミングに加え、筋肉、腎臓、心臓での虚血後炎症、皮膚の炎症、アテローム性動脈硬化、糸球体腎炎、全身性エリテマトーデスなどの慢性・急性炎症過程、がんの転移に関与している。
炎症応答時には、内皮細胞ではまずP-セレクチンが発現し、E-セレクチンが続く。ヒスタミンやトロンビンなどの刺激は、内皮細胞内部のWeibel–Palade小体で既に形成されていたP-セレクチンの迅速な放出を引き起こす。TNF-αなどのサイトカインはE-セレクチン、そしてP-セレクチンのさらなる転写と翻訳を刺激する。応答に数時間の遅延が生じるのはこのためである。
白血球が血管壁をローリングすると、セレクチンの遠位に位置するレクチン様ドメインは白血球上のタンパク質（PSGL-1など）に提示されている特定の糖鎖に結合し、細胞の移動は遅くなって血管壁から感染部位へ進入することが可能となる。セレクチンの有する低い親和性は、白血球の血管外遊出の際の特徴的なローリングを可能にしている。
各セレクチンは、細胞上の特定の糖鎖への結合を媒介する糖鎖認識ドメインを持っている。タンパク質のフォールドと糖鎖結合残基は顕著に類似しているため、各セレクチンが結合する糖鎖には重複が存在する。
セレクチンはシアリルルイスX（SLex、NeuAcα2-3Galβ1-4(Fucα1-3)GlcNAc）に結合する。しかし、SLex自体が効果的なセレクチン受容体であるわけではなく、SLexと関連するシアル化、フコシル化糖鎖がより広域な結合決定因子の構成要素となっている。
3つのセレクチンのリガンドとしてはPSGL-1が最もよく特徴づけられている。このタンパク質は、すべての白血球細胞表面に発現しているムチン型糖タンパク質である。
好中球と好酸球はE-セレクチンに結合する。SLexはE-セレクチンのリガンドとして報告されているものの1つである。好酸球と好中球はE-セレクチンへの結合のために、シアル化され、プロテアーゼに耐性を有する構造を利用するが、好酸球ではこうした表面構造は好中球よりもずっと少ない。
P-セレクチンに対する好酸球と好中球のリガンドは、シアル化され、プロテアーゼ感受性で、エンド-β-ガラクトシダーゼに耐性を有する構造であり、E-セレクチンに対して報告されているものとは明らかに異なる。このことは、炎症応答時のリクルートの際、P-セレクチンとE-セレクチンには異なる役割があることを示唆している。

## 結合機構
セレクチンにはヒンジドメインが存在し、ナノ秒スケールで「開いた」コンフォメーションと「閉じた」コンフォメーションの間で迅速な変化を行う。ずり応力によって、セレクチン分子は「開いた」コンフォメーションを好むようになる。
白血球ローリングにおいては、「開いた」コンフォメーションのセレクチンはPSGL-1鎖の上部にあるシアリルルイス分子に結合し、セレクチンとシアリルルイスの結合が切れるとスライドして鎖の下部の他のシアリルルイス分子と新たな結合を形成することができ、全体として結合親和性を高めることができる。しかし、「閉じた」コンフォメーションでは、セレクチンは1つのシアリルルイス分子にしか結合できず、そのため結合親和性は大きく低下する。
このように、セレクチンはキャッチアンドスリップボンド（catch and slip bond）の挙動を示す。弱いずり応力下では、より多くのセレクチンが「開いた」構造を好むため、結合に関わる引っ張り力の増加によって結合親和性が実際に増加する。強いずり応力下では、セレクチンとリガンドの結合は依然として通常のスリップボンドであるため、結合親和性は低下する。このずり応力の閾値は、白血球の血管外遊出を開始するのに適した血管径の選択を助けるとともに、鬱血時の不適切な白血球の凝集の防止も助けていると考えられている。

## がんにおける役割
セレクチンが炎症やがんの進行に関与している可能性が明らかになってきている。腫瘍細胞は、セレクチンに依存した機構を利用して腫瘍細胞表面の糖鎖リガンドの認識による細胞のテザリングやローリング相互作用を媒介し、白血球の模倣によって遠隔臓器への転移を促進する。
多くの研究から、転移した腫瘍表面の糖鎖リガンドの発現の増加、腫瘍転移部位の血管内皮表面のE-セレクチンの発現の増加、転移した腫瘍細胞の内皮細胞へのローリングと接着能力が示されており、転移におけるセレクチンの役割が示されている。E-セレクチンに加えて、P-セレクチン（血小板表面に発現）やL-セレクチン（白血球表面に発現）が転移の初期段階の循環がん細胞と相互作用することで、がんの拡散に役割を果たしていることが示唆されている。

## 研究
セレクチンは、骨芽細胞と呼ばれる骨を形成する細胞が少なくなることで生じる疾患である、骨粗鬆症の治療プロジェクトと関係している。骨芽細胞は幹細胞から発生するが、患者の骨髄に幹細胞を加えることで骨粗鬆症を治療できるようになることが期待されている。セレクチンを利用して、血管系に導入した幹細胞を骨髄へ誘導する方法が開発されている。E-セレクチンは骨髄で恒常的に発現しており、幹細胞に特定の糖タンパク質をタグ付けすることで、幹細胞が骨髄に移動することが示されている。このようにセレクチンは、骨粗鬆症の再生治療に必要不可欠なものとなる可能性がある。

## 構造
- E-セレクチンの構造。
- P-セレクチンの構造。
- L-セレクチンの構造。